# 香港中華煤氣
香港中華煤氣有限公司（港交所：3，OTCBB：HOKCY

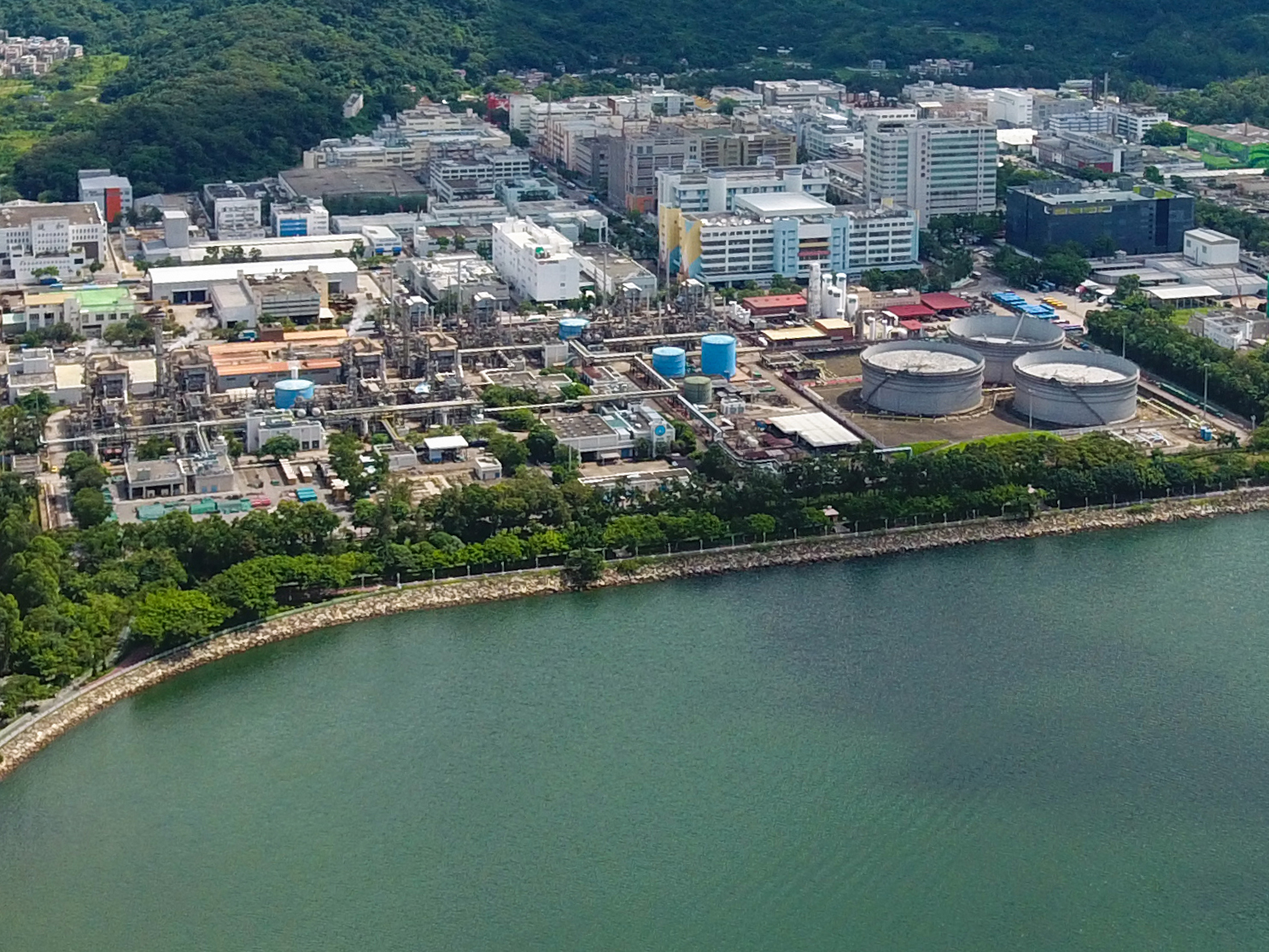
中華煤氣位於大埔工業邨的煤氣廠房

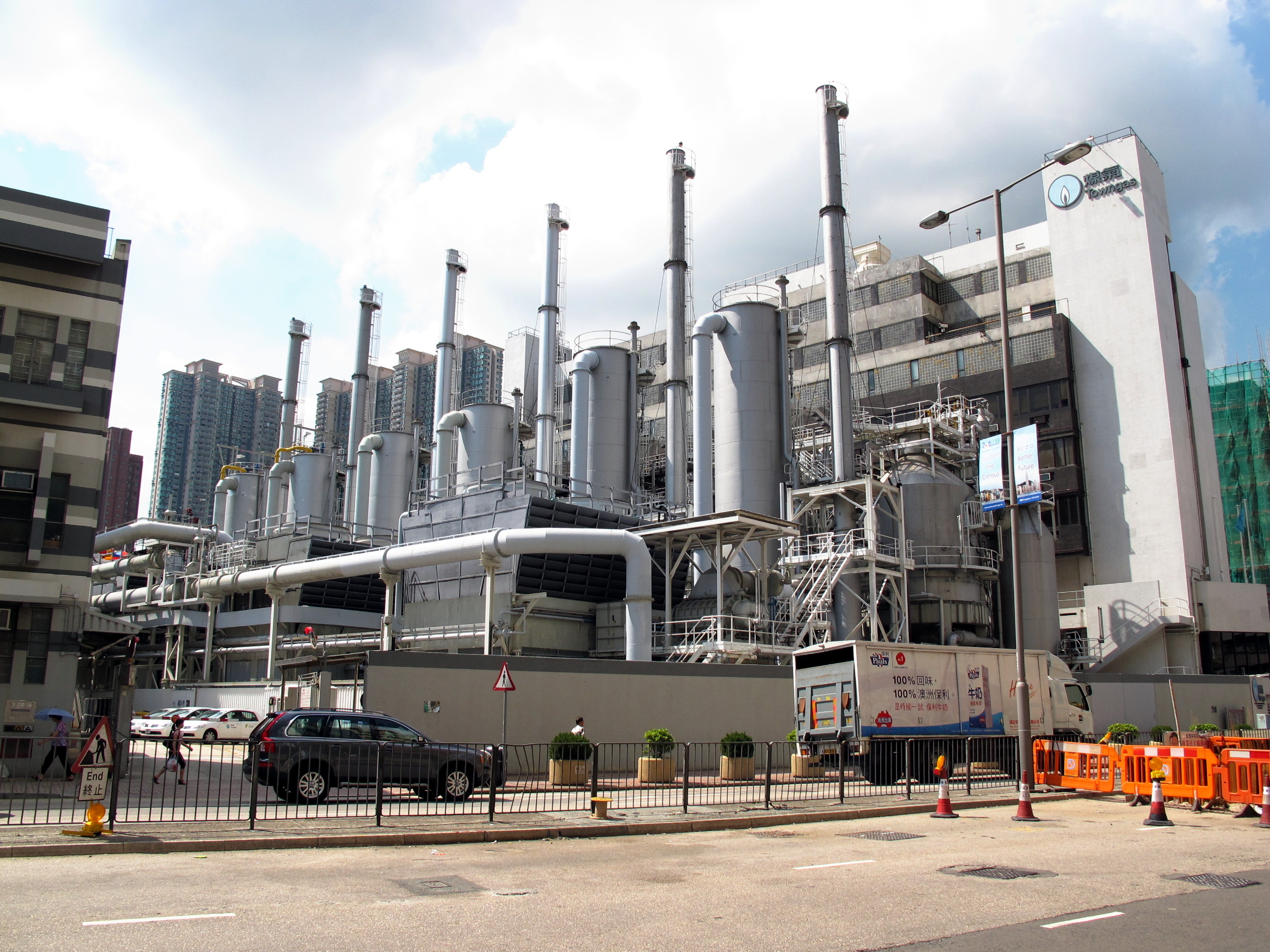
馬頭角煤氣廠房

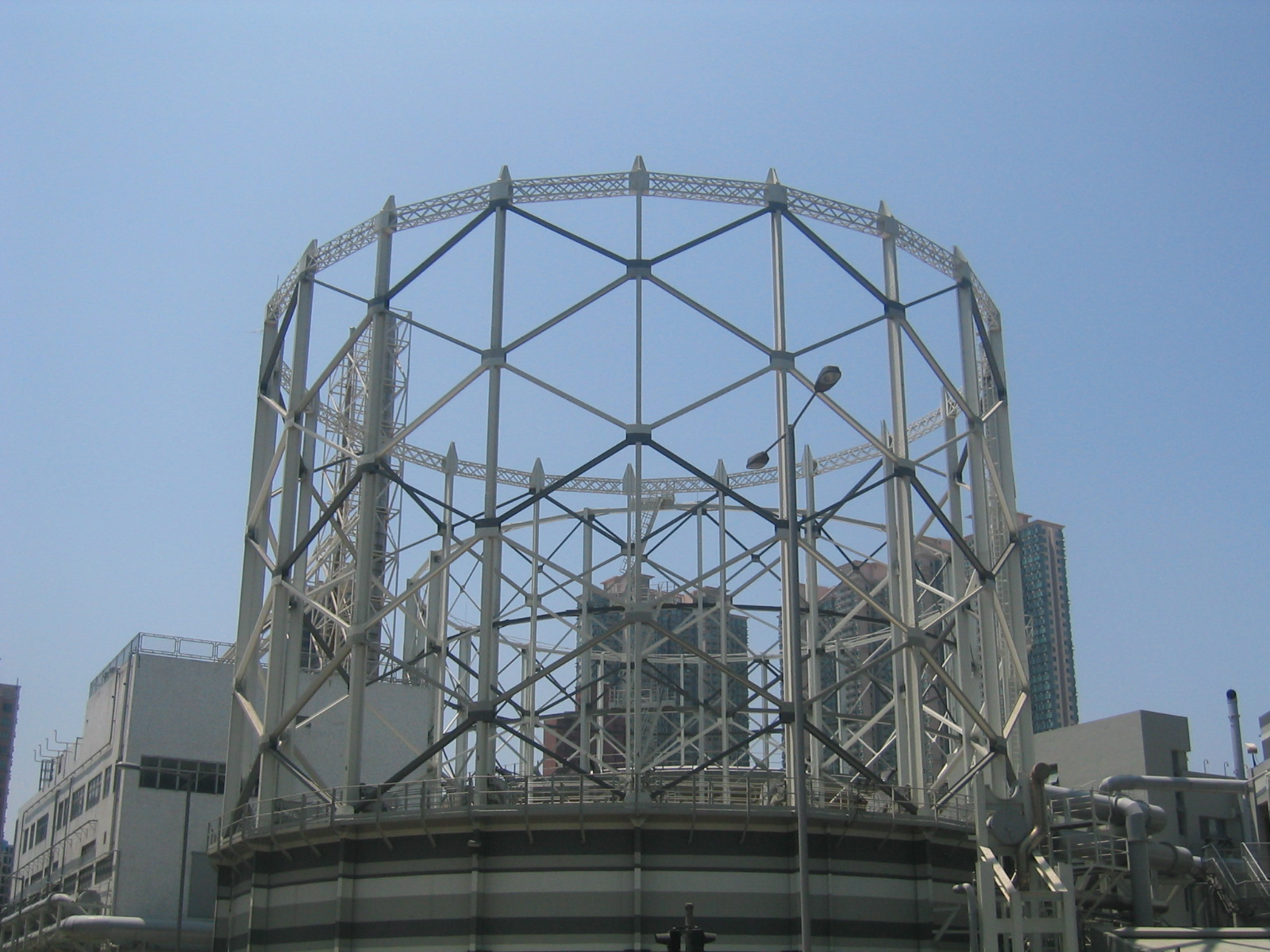
馬頭角廠房的煤氣鼓（於2015年拆除一个）

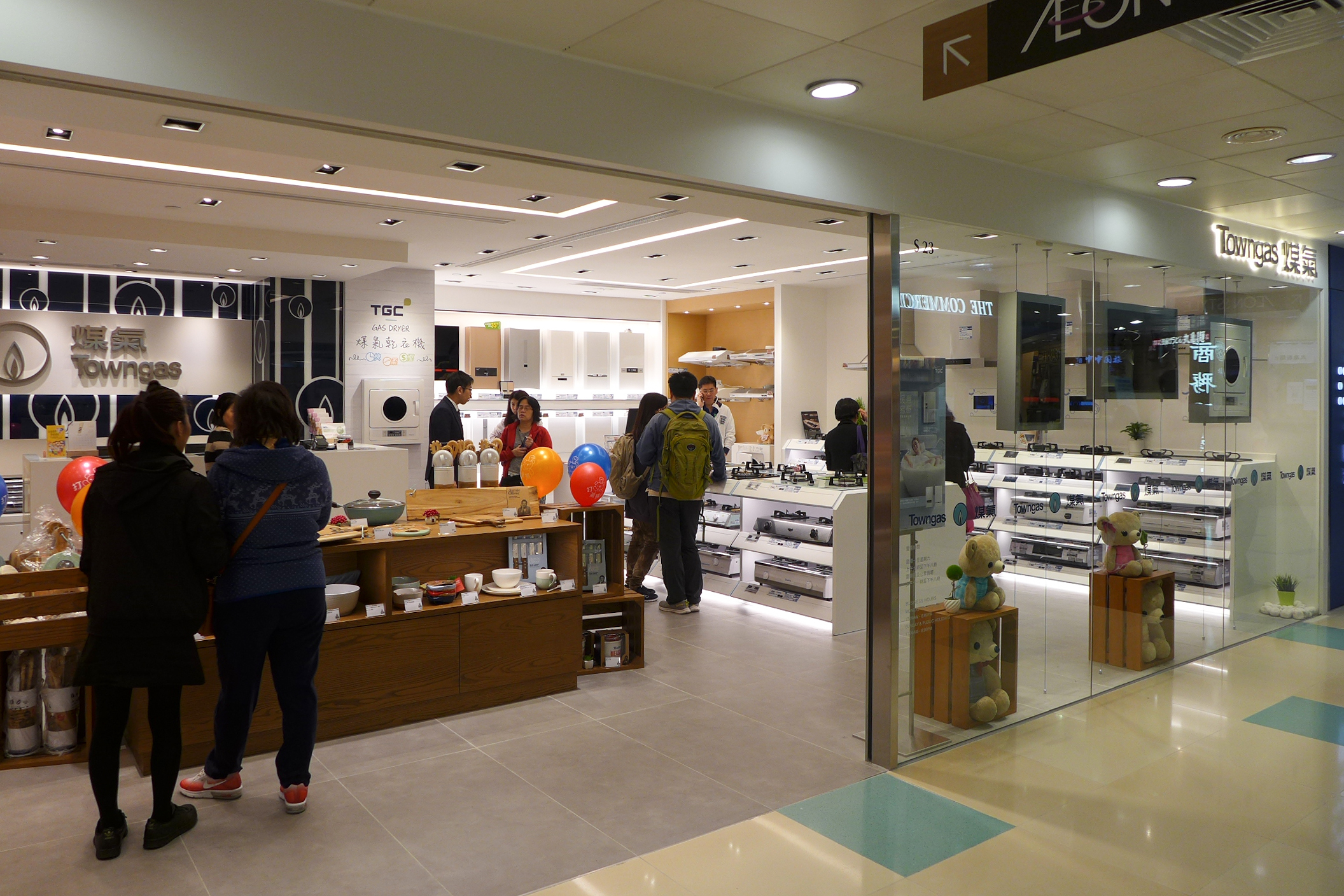
煤氣公司在康怡廣場的客戶服務中心

）（簡稱中華煤氣或煤氣公司）成立於1862年，是香港第一間，亦是唯一一間煤氣生產、輸送及供應商；也是香港唯一擁有全港性中央管道燃氣供應商。中華煤氣是香港公共事業的重要組成部分，為85%香港家庭和工商業機構供應燃氣，其標誌是由圓形和火焰圖案組成。
煤氣公司在香港擁有兩座生產廠房，分別位於大埔工業邨和馬頭角。現時98%煤氣由遠離市區的大埔廠房生產，其餘來自馬頭角廠房（後備）。大埔廠房每日可生產960萬立方米煤氣。

## 介紹
中華煤氣公司總部位於港島鰂魚涌渣華道363號，另透過設立烹飪中心，開班教授烹飪課程及推廣明火煮食文化，公司還提供爐具銷售服務，為日本林內株式會社和能率株式會社（煤氣公司稱為樂麗牌）爐具的香港總代理，並於2000年11月及2003年11月先後推出自家品牌「TGC」和「簡栢」。近年，更引入高級廚房設備品牌Mia Cucina廚櫃和Scholtes 爐具。煤氣公司在香港服務超過190萬客戶，共有20間客戶中心，以及一間位於銅鑼灣的餐廳CulinArt 1862。
除香港外，中華煤氣集團亦在中國大陸拓展業務，在多個省級地區擁有逾600個項目，包括城市管道燃氣項目、上中游項目、天然氣加氣站、新興環保能源、水務、廢料處理、電訊項目等（而由煤氣合共持有5.6%權益，並為香港兩座煤氣廠及其子公司-深圳市燃氣集團之美視煤氣廠提供天然氣的廣東大鵬液化天然氣接收站，亦是其內地項目之一），並提供飲用水及污水處理服務。
中華煤氣亦持有中環國金二期、嘉亨灣和翔龍灣的部分股權。於2021年12月31日，恒基兆業地產有限公司（恒基兆業地產）是中華煤氣的最大股東，持有約41.53%股權。恒基兆業地產聯席主席李家傑和李家誠是中華煤氣聯席主席。

## 歷史
1862年，為維多利亞城（今中西區一帶）提供燃氣服務的專利權由第5任港督夏喬士·羅便臣授予英國商人。最初的燃氣公司在同年6月3日於倫敦成立，當時資金是35000英鎊，並將股份主要發售予英國的投資者。1864年12月3日，皇后大道已鋪設長達24公里的燃氣管道和500盞煤氣街燈，但九龍居民則仍要使用蠟燭和油燈，28年後燃氣服務才延伸至九龍。
公司第一所，亦是亞洲第一所煤氣廠房設在港島西環（今皇后大道西至薄扶林一帶）屈地街，為政府辦公室及軍營、香港大酒店、怡和洋行和屈臣氏藥房供應煤氣作照明用。當年廠房以煤作原料，每日煤氣生產量3,400立方米。
1933年，煤氣公司於九龍馬頭角填海地興建南廠，南廠於1993年停產，2007年建成翔龍灣。
1954年，該公司由英資洋行會德豐馬登股份有限公司（已私有化）收購大部分股權，公司註冊地亦由英國移至香港。
1956年，煤氣公司於九龍馬頭角前馬坑涌山石礦場加建的北廠正式投產，沿用至今，原有兩個煤氣鼓，其中一個已於2015年拆卸。
1975年，恒基兆業李兆基開始收購中華煤氣的股份，並成功擊退怡和、港燈的收購。
1983年，李兆基開始出任中華煤氣主席。
1986年，位於大埔工業邨的新廠房落成，本地98%的煤氣由大埔廠生產。
1994年，位於鰂魚涌渣華道363號的行政大樓落成。
2006年12月5日，中華煤氣宣佈以32.31億元把中國大陸10家管道燃氣資產和相關業務連股東貸款售予百江燃氣（港交所：1083），因百江燃氣只以每股4.18元發行7.72億新股支付代價，中華煤氣因此持有百江燃氣45%股權，取代原大股東威華達（港交所：622）成為新大股東，中華煤氣的內地管道燃氣項目便上市。2007年6月27日，百江燃氣更名為「港華燃氣」。
2012年7月24日，中華煤氣以總代價約13.26億元（1.7億美元，下同），購入泰國陸上石油勘探和開採項目之60%股權，這是中華煤氣首個海外原油項目。
2013年11月19日，中華煤氣取得浙江省杭州市城市管道天然氣項目。項目總投資額為6.4億元人民幣，煤氣公司擁有合資公司24%股權，合作夥伴包括杭州市燃氣公司和蜆殼（中國）等。
2019年5月28日，李兆基因年事已高，決定於當日出席完股東周年會後退任中華煤氣主席，由兩位兒子李家傑及李家誠聯席接任。
2019年8月21日，中華煤氣因業績差而捱沽，股價大跌5.26%至16.2元，是2008年11月以來最大的單日跌幅，亦是表現最差的恒指成分股。

## 煤氣成份
在香港，煤氣的生產原料並非煤，而是石腦油和天然氣，近年更應用堆填區沼氣，進一步減低溫室氣體排放。
- 天然氣：61%（來自澳洲，2006年起使用，與澳洲簽訂25年合約）[7]
- 石腦油：38%（1973年起使用，取代煤及重油）[8]
- 堆填區沼氣：1%[9]

## 煤氣街燈
在1960年代後期，煤氣公司早年設立的煤氣街燈已由電燈所取代。截至2011年，中環雪廠街至都爹利街的花崗岩石楷旁仍存有四盞煤氣街燈，該組街燈已經列入香港法定古蹟。但到2018受超強颱風山竹襲港影響，三支被破壞，只有一支完好無缺；煤氣燈在2019年12月23日再次點亮。

## 意外事件
1934年5月14日，西環石塘咀的煤氣鼓發生猛烈爆炸，造成最少42人喪生，46人受傷。
2006年4月11日，九龍牛頭角偉景樓附近在當天下午2時多發生巨大煤氣爆炸，最少造成2死8傷。意外懷疑是喉管受污水侵蝕出現破洞，煤氣外泄大量積聚於地下，再沿地下管道虛位滲進大廈後引發災難。

## 流行文化
- 1979年，由威利主唱廣告歌，其後由盧國沾重新填詞成《陽光空氣》
- 2000年，旗下TGC「智依時」煮飯寶爐具廣告歌曲改編自《今晚夜》
- Towngas和主廚Stanley Wong合作開設CulinArt 1862頂級餐廳，地址位於銅鑼灣Towngas旗艦店。[22]

## 相關
- 香港能源#燃氣

## 外部連結
- 香港中華煤氣有限公司（页面存档备份，存于）
- 煤氣烹飪中心（页面存档备份，存于）
- 香港政府機電工程處提供之香港煤氣供應覆蓋範圍（页面存档备份，存于）
- Gas Explosion in Hong Kong（页面存档备份，存于） （英文）